# PH-lampe
PH-lamper kaldes de lamper, som blev designet af den danske arkitekt Poul Henningsen. Fælles for mange af dem er, at de har mange skærme, typisk mellem 3 og 8. Skærmsystemet er udarbejdet ud fra matematiske beregninger af, hvordan lyset reflekteres. Skærmene er typisk lavet af metal eller hvidt (evt. farvet) glas.
PH lamper produceres af Louis Poulsen, som har rettighederne til dem i Danmark.